# Langnekslangenhalsschildpad
De langnekslangenhalsschildpad of Australische slangenhals (Chelodina longicollis) is een schildpad uit de familie slangenhalsschildpadden (Chelidae).

## Naam en indeling
In de Nederlandstalige literatuur worden verschillende namen gebruikt voor deze soort, zoals langnek, langnekmoerasschildpad en Australische slangenhals. De wetenschappelijke naam van de soort werd voor het eerst voorgesteld door George Shaw in 1794. Oorspronkelijk werd de wetenschappelijke naam Testudo longicollis gebruikt. De soortnaam longicollis is afkomstig van Latijn longus, 'lang' en collum, 'nek' of 'keel'.

## Uiterlijke kenmerken
Zoals vrijwel alle soorten in de familie Chelidae kan de schildpad de relatief lange nek niet onder het schild terugtrekken, maar de nek wordt onder de schildrand gevouwen bij gevaar. Het rugschild is ovaal van vorm en vrij plat, en de randen staan wat naar boven. Het schild is breder aan de achterzijde. De schildkleur is bruin tot oranje maar kan soms een groene kleur hebben. De uitgestoken nek is ongeveer even lang als het schild en de schildlengte is ongeveer 20- 25, maximaal 30 cm. De poten hebben zwemvliezen tussen de tenen en zien er peddel-achtig uit.
De kop is langwerpig van vorm en ongeveer even breed als de lange nek. De kop heeft een groengrijze kleur aan de bovenzijde en een gele kleur aan de onderzijde. De ogen zijn bij deze soort vlak bij de neusgaten gelegen. De oogkleur is donker, rond de iris is een witte ring aanwezig.

## Verspreiding en habitat
De langnekslangenhalsschildpad komt voor in het oostelijke deel van Australië en komt hier voor in de staten New South Wales, Queensland, Victoria en Zuid-Australië.
De schildpad leeft in langzaam stromende wateren zoals meren, moerassen en rivieren. Hier leeft de soort op de bodem in de modder of in de bodemvegetatie. Hoewel deze soort vrij sterk aan water is gebonden wordt het dier ook wel op het land aangetroffen.

## Levenswijze
Op het menu staan kikkervisjes, kikkers, kleine visjes en kreeftachtigen die in het water worden gevangen. Ter verdediging wordt een stinkende, muskusachtige stof afgescheiden zoals wel meer schildpadden doen. Een belangrijke parasiet van onder andere deze soort is de worm Australamphilina elongata. 
De vrouwtjes zetten tussen de acht en de 24 eieren af die een ovale vorm hebben. Ze hebben een witte kleur en zijn ongeveer 20 millimeter breed en 30 mm lang. Het vrouwtje zet de eieren af op een droge plaats bij de oever, waarbij ze op de bodem urineert om deze te bevochtigen. De incubatietijd varieert van vier tot zes maanden. Opmerkelijk is dat de geslachtsbepaling chromosomaal is, en niet afhankelijk van de temperatuur zoals bij vrijwel alle andere schildpadden het geval is.

## Bedreiging en bescherming
De langnekslangenhalsschildpad is een populaire soort in de handel in exotische dieren. De schildpad is relatief gemakkelijk in leven te houden en is beter bestand tegen stress en ziekten dan vergelijkbare soorten. De dieren wennen snel aan hun gevangenschap en de muskusachtige stof wordt niet meer uitgescheiden. Omdat er geen schildpaddenfarms zijn die deze soort opkweken wordt vermoed dat de dieren massaal in het wild worden gevangen voor de export. De schildpad mag officieel echter niet meer worden gevangen. In de meeste streken komt de soort nog algemeen voor. 
Door de internationale natuurbeschermingsorganisatie IUCN is er geen beschermingsstatus toegewezen. 